# Ihor Zełeniuk
Ihor Mychajłowycz Zełeniuk, ukr. Ігор Михайлович Зеленюк (ur. 15 października 1972 w Nadwórnej, w obwodzie iwanofrankowskim) – ukraiński piłkarz, grający na pozycji obrońcy lub pomocnika.

## Kariera piłkarska

### Kariera klubowa
Wychowanek klubu Beskyd Nadwórna, w którym rozpoczął karierę piłkarską. Latem 1993 przeszedł do Krystału Czortków. W następnym sezonie został zaproszony do Nywy Tarnopol, skąd wkrótce przeniósł się do Bukowyny Czerniowce. Na początku 1995 wrócił do Krystału Czortków. Latem 1996 został piłkarzem klubu Roś Biała Cerkiew, a potem występował w Nywie Winnica, Desnie Czernihów i SK Mikołajów. Latem 2000 został wypożyczony do farm klubu Olimpija FK AES Jużnoukraińsk. W 2001 wyjechał do Kazachstanu, gdzie bronił barw pierwszoligowego Tobyłu Kostanaj. Potem wrócił do ojczyzny, a w 2003 występował w amatorskim zespole Merkurij-CzTEI Czerniowce, po czym zakończył karierę piłkarską.